# Каннський кінофестиваль 2018

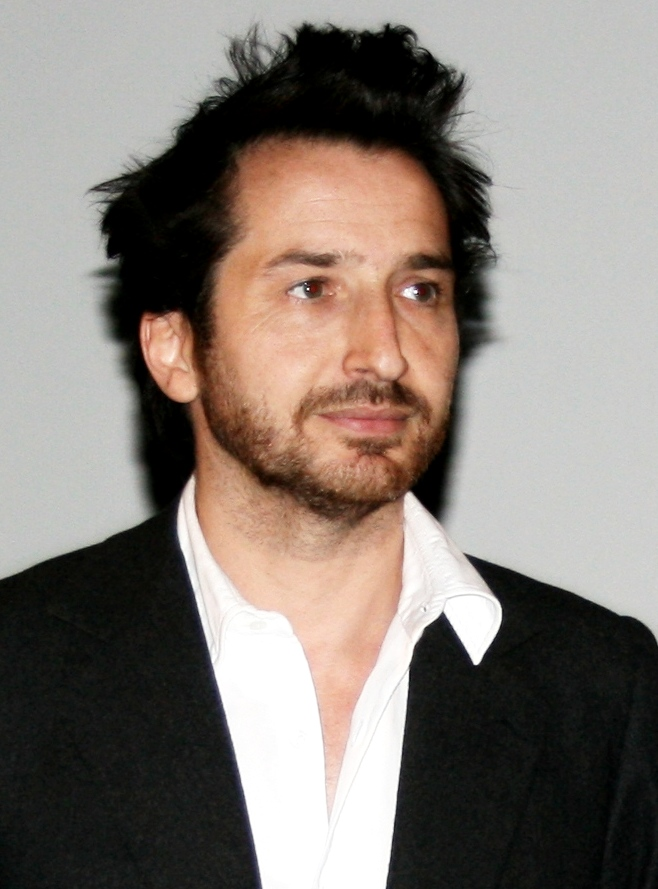
Едуар Баер — ведучий кінофестивалю

71-й Каннський міжнародний кінофестиваль проходив з 8 по 19 травня 2018 року в Каннах, Франція. Золоту пальмову гілку отримав фільм Крамничні злодюжки японського режисера Хірокадзу Корееди. Австралійська акторка Кейт Бланшетт очолювала Головою міжнародного журі фестивалю.
У конкурсі був представлений 21 повнометражний фільм. Фестиваль відкрився показом психологічного трилера режисера Асгара Фархаді «Усі знають» з Пенелопою Крус та Хав'єром Бардемом у головних ролях. Фільмом закриття фестивалю була обрана стрічку «Чоловік, який вбив Дон Кіхота» режисера Террі Гілліама, яка брала участь в позаконкурсній програмі.

## Перебіг фестивалю
22 листопада 2017 року було анонсовано, що 71-й Каннський кінофестиваль відбудеться з 8 по 19 травня 2018 року, та проходитиме за новим графіком: відкриття, на відміну від попередніх років, відбудеться у вівторок, 8 травня, а церемонія закриття — у суботу, 19 травня.
4 січня 2018 року було оголошено, що міжнародне журі головної конкурсної програми фестивалю очолить австралійська акторка Кейт Бланшетт. До цього Головами журі Каннського кінофестивалю були такі жінки, як Олівія де Гевіленд (1965), Софі Лорен (1966), Мішель Морган (1971), Інгрід Бергман (1973), Жанна Моро (1975 та 1995), Франсуаза Саган (1979), Ізабель Юппер (1997), Лів Ульман (2001), Ізабель Юппер (2009) та Джейн Кемпіон (2014).
9 березня 2018 року оголошено, що французький режисер Бертран Бонелло очолить журі секції «Сінефондасьйон» та програми короткометражних фільмів.
15 березня 2018 року було представлено офіційний постер Тижня критики, на якому розміщено фото акторки Ної Абіти, яка знялася у фільмі «Ава» Леи Місіус.
23 березня 2018 року в інтерв'ю часопису «Le Film français» директор фестивалю Тьєррі Фремо оголосив кілька нововведень та роз'яснень: повернення фільму закриття фестивалю, заборона селфі на червоній доріжці та відміна показів фільмів для преси і глядачів напередодні світової гала-прем'єри. Також відтепер Netflix зможе виставити свої фільми тільки в позаконкурсній програмі, через те, що стрічки компанії не виходять в кінотеатрах.
27 березня 2018 року оголошено про те, що швейцарська режисерка Урсула Маєр буде головувати в журі «Золотої камери».
28 березня 2018 року було оголошено склад журі «Тижня критики», яке очолить норвезький режисер Йоакім Трієр. Цього ж дня анонсовано, що 12 травня на Каннському кінофестивалі відзначать 50-річний ювілей фільму Стенлі Кубрика «Космічна одіссея 2001 року» (1968). Цього дня глядачам уперше представлять відновлену 70-мм версію стрічки; представить її американський режисер Крістофер Нолан. Наступного дня Нолан проведе в Каннах майстер-клас, частину якого також планує присвятити фільмографії Кубрика.
30 березня 2018 року було оголошено, що Мартін Скорсезе отримає нагороду «Золота карета» (фр. Carrosse d'Or).
4 квітня 2018 було оголошено, що журі секції «Особливий погляд» очолить Бенісіо дель Торо. У 2008 році Бенісіо дель Торо отримав у Каннах приз за найкращу чоловічу роль у фільмі «Че» Стівена Содерберга; в 2010 році він входив до складу журі фестивалю, очолюваного Тімом Бертоном, а в 2012 представив у програмі «Особливого погляду» свій дебютний фільм «Гавано, я люблю тебе».

Цього ж дня був також представлений офіційний постер «Двотижневика режисерів» з фото роботи французького фотографа Вільяма Кляйна.
5 квітня 2018 року було анонсовано фільм відкриття фестивалю, яким стане стрічка «Усі знають» режисера Асгара Фархаді з Пенелопою Крус і Хав'єром Бардемом у головних ролях. Фільм братиме участь у змаганні за «Золоту пальмову гілку». Того ж дня оголошено, що ведучим церемоній відкриття та закриття фестивалю втретє буде Едуар Баер. Раніше він був ведучим Канського кінофестивалю два роки поспіль — у 2008 і 2009 роках.
6 квітня 2018 було оголошено, що фільм «Соло. Зоряні Війни. Історія» Рона Говарда увійшов до позаконкурсної програми, де 15 травня відбудеться його світова прем'єра. Раніше такі покази фільмів франшизи відбулися в Каннах у 2002 роках («Атака клонів») і в 2005-му («Помста ситхів»).
11 квітня 2018, за день до прес-конференції, на якій було оголошено про офіційний конкурсний відбір фільмів фестивалю, був представлений офіційний плакат Каннського кінофестивалю 2018 року зі стилізованим поцілунком героїв Жана-Поля Бельмондо та Анни Каріної з фільму Жана-Люка Годара «Безтямний П'єро» 1965 року.
12 квітня 2018 на прес-конференції організаторів 71-го Каннського кінофестивалю була оголошена конкурсна програма.
14 квітня 2018 року оголошено склад журі Queer Palm, яке очолить французька продюсерка Сільві Піала.
16 квітня 2018 року оголошена програма паралельної секції Міжнародний тиждень критики.
18 квітня Каннський кінофестиваль оголосив повний склад журі основного конкурсу. Окрім австралійської акторки Кейт Бланшетт, яка є головою журі, кіноогляд судитимуть американська акторка Крістен Стюарт, канадський режисер Дені Вільнев, американська режисерка Ава Дюверней, французький режисер Робер Гедігян, співачка з Бурунді Хаджа Нін, французька акторка Леа Сейду, китайський актор Чан Чень та російський кінорежисер Андрій Звягінцев. Загалом в журі 71-го фестивалю, за словами організаторів — п'ять жінок і четверо чоловіків, які представляють сім країн і п'ять континентів.
19 квітня 2018 було оголошено про доповнення до основного конкурсу та до низки інших програм фестивалю. У основний конкурс додалися три стрічки: «Айка» реж. Сергія Дворцевого (Казахстан), «Дика груша» реж. Нурі Більге Джейлана (Туреччина) та «Ніж у серці» реж. Янна Гонсалеса (Франція). До програми «Особливий погляд» увійшли: «Донбас», реж. Сергія Лозниці, який відкриє програму секції, «Мертві та інші», реж. Жуан Салавіза і Рене Надер Мессора та «Помри, монстре, помри», реж. Алехандро Фаделя. Фільм Ларса фон Трієра «Дім, який побудував Джек» та роботу Террі Гілліама «Чоловік, який вбив Дон Кіхота» включено до позаконкурсної програми. До програми «Опівнічних показів» додано документальну стрічку «Вітні» про співачку Вітні Г'юстон та стрічку виробництва HBO «451 градус за Фаренгейтом» Раміна Бахрані, ремейк фільму Франсуа Трюффо 1966 року.
23 квітня 2018 року була оголошена програма «Каннська класика». Цього року фестиваль відзначає 40-річчя фільму «Бріолін» за участю Джона Траволти, а також 30-річчя стрічки Люка Бессона «Блакитна безодня».
12 травня 2018 року на червоній доріжці перед прем'єрою фільму «Дівчата сонця» Єви Юссон відбулася акція з вимогою збільшити кількість жінок в конкурсних програмах фестивалю, організована ініціативною групою «5050X2020», яка до 2020 року прагне зрівняти кількість чоловіків та жінок у програмі кінофестивалю. До акції долучилися голова журі Каннського кінофестивалю, актриса Кейт Бланшетт та французька режисерка Аньєс Варда, які зачитали заяви групи англійською та французькою мовами.

## Участь України
На 71-му Каннському кінофестивалі Україна була представлена Українським національним павільйоном на кіноринку фестивалю Marché du Film (Кіно на марші), основну увагу в роботі якого було присвячено презентації українського кіно і можливостей національної кіноіндустрії міжнародній спільноті. Робота павільйону, що відкрився 8 травня і працював до 17 травня, організована Українською Кіноасоціацією, Асоціацією кіноіндустрії України, Київським міжнародним кінофестивалем «Молодість» та Одеським міжнародним кінофестивалем. Низка заходів павільйону проходила під уже традиційним слоганом — #UkraineIsYourDestination. У готелі Radisson Blue Cannes відбулася презентація українських кінопроєктів, яка викликала інтерес у більш ніж 90 професіоналів кіноіндустрії, які відзначили високий рівень підготовки презентацій і високу майстерність вітчизняних кінематографістів. Увазі іноземних продюсерів було представлено дев'ять українських фільмів, що перебувають на різній стадії виробництва: «Антон» (продюсер Андрій Суярко), «Атлантида» (продюсер Володимир Яценко), «Крути 1918» (продюсер Артем Колюбаєв), «Передчуття» (продюсери Артем Колюбаєв і Андрій Єрмак), «Спадок брехні» (продюсер Алла Бєлая), «Стасіс» (продюсер Наталія Лібет), «Зеніт» (продюсер Наталія Лібет), «Секс і нічого особистого» (режисер Ольга Ряшина), «Гравець з часом» (режисер Олександр Недбаєв і продюсер Павло Сушко). Також українська компанія 435 FILMS організувала скринінг ігрового повнометражного фільму Тоні Ноябрьової «Герой мого часу».
Український фільм режисерки Марисі Нікітюк «Серафима», створений за однойменним романом Олеся Ульяненка, взяв участь у La Fabrique des Cinémas du Monde — професійній програмі, в рамках якої проводиться робота з професійними консультантами, а також зустрічі з представниками топових фондів, копродакшн-маркетів та форумів.
9 травня 2018 на відкритті конкурсної програми «Особливий погляд» відбулася світова прем'єра фільму Сергія Лозниці «Донбас», створеного в копродукції Німеччини, України, Нідерландів, Франції та Румунії. Стрічку презентував голова журі секції «Особливий погляд» пуерториканський кінорежисер Бенісіо дель Торо.
10 травня 2018 року в рамках кіноринку «Кіно на марші» (фр. Marché du Film) компанія-дистриб'ютор WestEnd Films презентувала перший офіційний кадр з політичного трилера «Гарет Джонс» режисера Агнешки Голланд, що створюється за підтримки Держкіно України.
12 травня в рамках конкурсної програми «Тиждень критики» відбулася світова прем'єра фільму ісландського режисера Бенедикта Ерлінґссона «Гірська жінка: на війні», створеного у копродукції Франції, Ісландії та України за підтримки Державного агентства України з питань кіно. Прем'єра трилера розпочалася з акції на підтримку незаконно ув'язненого в Росії українського режисера Олега Сенцова. Перед показом фільму на екрані з'явилося зображення з написом: «Володимир Путін — президент Росії до 2024 року. Олег Сенцов — в'язень Росії до 2034 року. Негайне звільнення Олега Сенцова!».

## Журі

### Основний конкурс
| Голова журі                 | Члени журі |
| --------------------------- | --- |
| \| \|Кейт Бланшетт акторка, | Ава Дюверней режисерка Хаджа Нін співачка Леа Сейду акторка, Крістен Стюарт акторка Чан Чень актор Робер Гедігян режисер Дені Вільнев режисер Андрій Звягінцев режисер |
|                             | |

### Особливий погляд

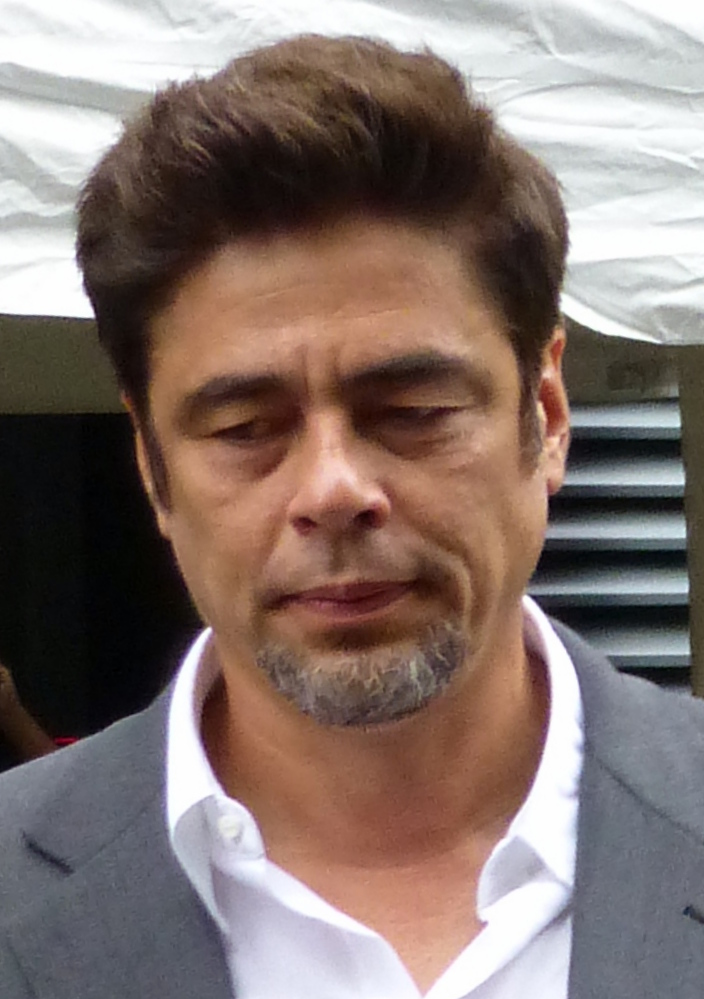
Бенісіо дель Торо

- Голова журі: Бенісіо дель Торо, актор, кінорежисер та сценарист  Пуерто-Рико
- Кантемір Балагов, режисер,  Росія
- Джулі Гантсінгер, художній директор кінофестивалю в Теллуріді  США
- Аннамарі Ясір, режисерка та сценаристка  Палестина
- Вірджинія Ледоєн, акторка  Франція

### Сінефондасьйон та короткометражні фільми

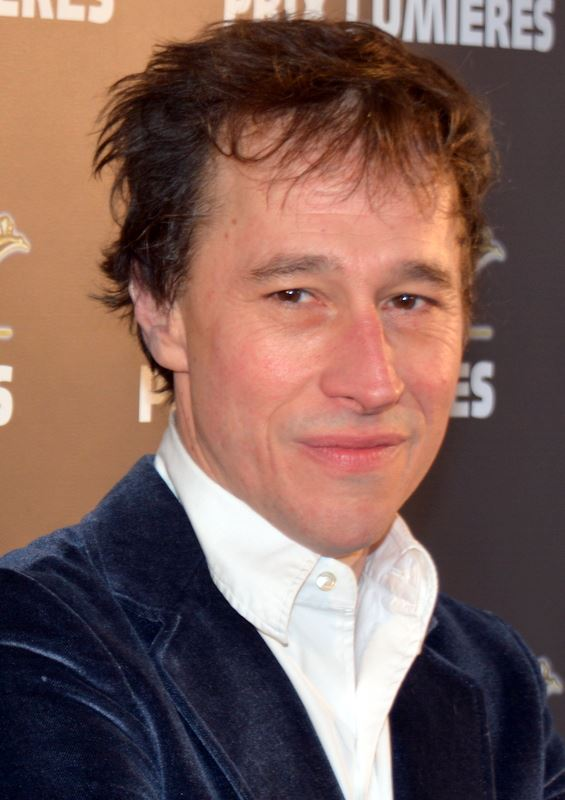
Бертран Бонелло

- Голова журі: Бертран Бонелло, режисер, сценарист  Франція
- Валеска Ґрізебах[de], режисерка, сценаристка та продюсер  Німеччина
- Халіль Жорейг, режисер, художник  Ліван
- Аланте Каваїте, кінорежисерка, сценаристка  Франція  Литва
- Аріана Лабед, акторка  Франція

### Золота камера

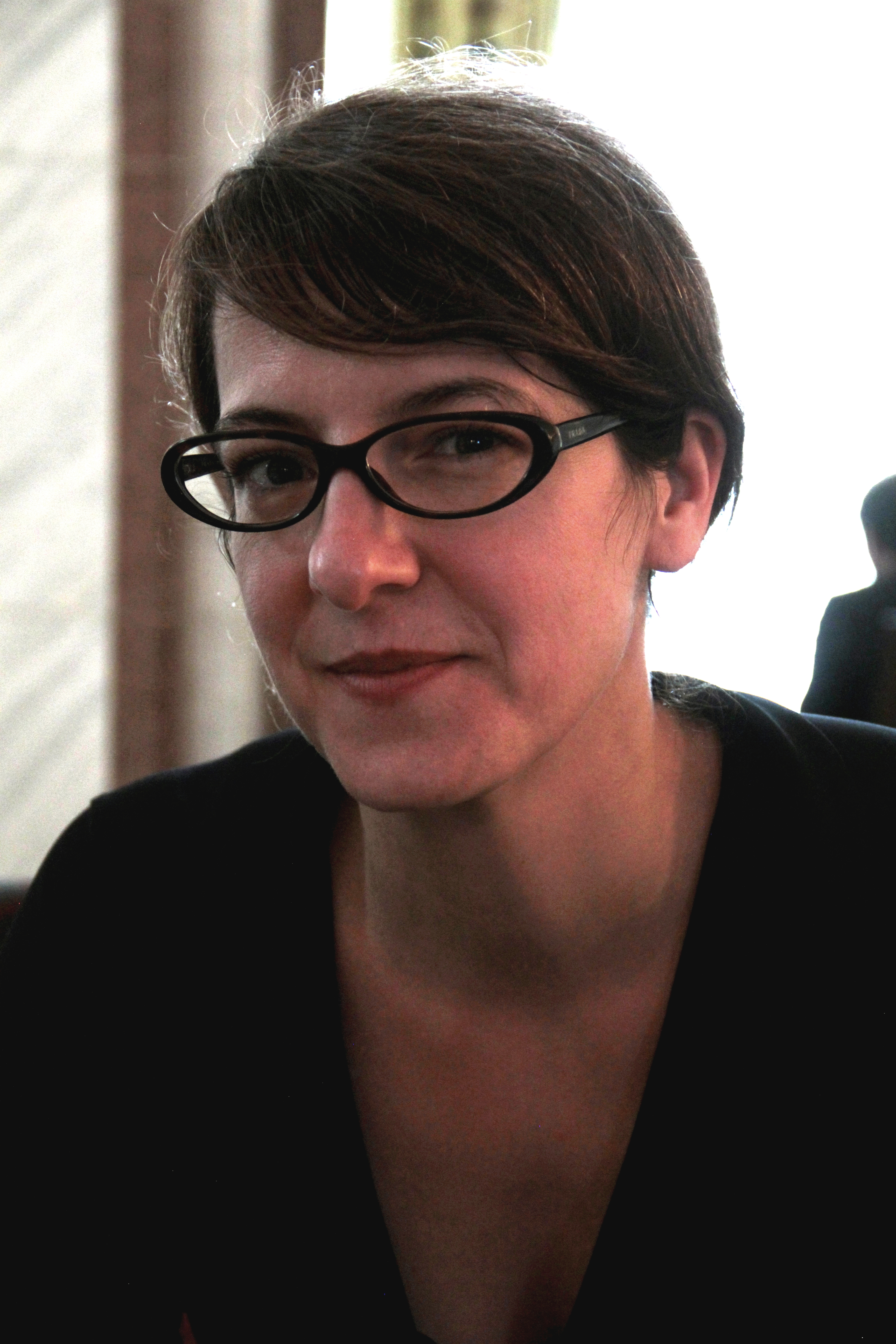
Урсула Маєр

- Голова журі: Урсула Маєр, режисерка, сценаристка та акторка  Швейцарія
- Марі Амашукелі, режисер  Франція[43]
- Айрис Брі, кінокритик, режисерка та сценаристка  Франція/ США
- Сільван Фаж, президент Cinéphase  Франція
- Жанна Лапуарі, кінооператор  Франція
- Арно та Жан-Марі Лар'є, режисери та сценаристи  Франція

### Міжнародний тиждень критики
- Голова журі: Йоакім Трієр, режисер та сценарист  Норвегія
- Науель Перес Біскаярт, актор  Аргентина
- Єва Санджорджі, директор Віденського кінофестивалю  Італія
- Хлоя Севіньї, актриса та кінорежисерка  США
- Огюстен Трапенар, журналіст  Франція

### Золоте око
- Голова журі: Еммануель Фінкель, режисер  Франція
- Кім Лонджинотто[en], режисер  Велика Британія
- Лоліта Шамма[fr], акторка  Франція
- Ізабель Данель[fr], критик  Франція
- Пол Стурц, режисер фестивалю True/False Film Festival  США

### Queer Palm
- Голова журі: Сільві Піала, продюсер  Франція
- Пепе Руйлоба, програмний директор та координатор Премії Магуей Гвадалахарського фестивалю  Мексика
- Дуня Сичова, акторка, редактор і продюсер  Франція
- Морган Симон, режисер  Франція
- Бойд ван Хої, журналіст  Нідерланди

## Офіційна програма фестивалю
Позначки
| (ЗК) | Режисерський дебют, що претендує на Золоту камеру        |
| ‡    | Претенденти на Queer Palm                                |
| ✪    | Документальні; претенденти на Золоте око                 |
| ★    | Фільм-переможець, володар головної премії у своїй секції |

### Основний конкурс
Наступні фільми були відібрані для участі в конкурсній програмі у змаганні за Золоту пальмову гілку:

#### Повнометражні фільм
| Фільм                                      | Назва мовою оригіналу            | Режисер              | Країна         |
| ------------------------------------------ | -------------------------------- | -------------------- | -------------- |
| Айка                                       | Ayka                             | Сергій Дворцевой     | Казахстан      |
| Асако 1 і 2                                | 寝ても覚めても / Netemo sametemo | Рюсуке Хамагучі      | Японія         |
| Спалення                                   | 버닝 / Buh-ning                  | Лі Чхан Дон          | Південна Корея |
| Дика груша                                 | Ahlat Agaci                      | Нурі Більге Джейлан  | Туреччина      |
| Дівчата сонця                              | Les Filles du soleil             | Єва Юссон            | Франція        |
| Йомеддін (ЗК)                              | يوم الدين / Yomeddine            | Абу Бакр Шоукі       | Єгипет         |
| Капернаум                                  | كفرناحوم / Capharnaüm            | Надін Лабакі         | Ліван          |
| Книга з картинками                         | Le Livre d'image                 | Жан-Люк Годар        | Швейцарія      |
| Крамничні злодюжки                         | 万引き家族 / Manbiki kazoku      | Хірокадзу Корееда    | Японія         |
| Літо                                       | Лето                             | Кирило Серебренніков | Росія          |
| На війні                                   | En guerre                        | Стефан Брізе         | Франція        |
| Насолоджуватися, кохати та швидко бігати ‡ | Plaisir, aimer et courir vite    | Крістоф Оноре        | Франція        |
| Попелястий — найчистіший білий             | 江湖儿女 / Ash is purest white   | Цзя Чжанке           | КНР            |
| Ніж у серці ‡                              | Un Couteau Dans Le Cœur          | Ян Гонсалес          | Франція        |
| Під Сільвер-Лейк                           | Under the Silver Lake            | Девід Роберт Мітчелл | США            |
| Догмен                                     | Dogman                           | Маттео Ґарроне       | Італія         |
| Три обличчя                                | سه چهره                          | Джафар Панагі        | Іран           |
| Усі знають (фільм відкриття)               | Everybody Knows                  | Асгар Фархаді        | Іспанія        |
| Холодна війна                              | Zimna wojna                      | Павел Павліковський  | Польща         |
| Чорний куклукскланівець                    | BlacKKKlansman                   | Спайк Лі             | США            |
| Щасливий Ладзаро                           | Lazzaro felice                   | Аліче Рорвахер       | Італія         |

### Фільми позаконкурсної програми
| Фільм                                          | Назва мовою оригіналу          | Режисер        | Країна                                             |
| ---------------------------------------------- | ------------------------------ | -------------- | -------------------------------------------------- |
| Дім, який побудував Джек                       | The House that Jack Built      | Ларс фон Трієр | Франція Німеччина Данія                            |
| Чоловік, який вбив Дон Кіхота (фільм закриття) | The Man Who Killed Don Quixote | Террі Гілліам  | Іспанія Португалія Велика Британія Бельгія Франція |
| Соло. Зоряні Війни. Історія                    | Solo: A Star Wars Story        | Рон Говард     | США                                                |
| Щасливі невдахи                                | Le Grand Bain                  | Жиль Лелуш     | Франція                                            |

### Опівнічні покази
| Фільм                      | Назва мовою оригіналу | Режисер          | Країна          |
| -------------------------- | --------------------- | ---------------- | --------------- |
| 451 градус за Фаренгейтом  | Fahrenheit 451        | Рамін Бахрані    | США             |
| Арктика (ЗК)               | Arctic                | Джо Пенна        | Ісландія        |
| Вітні (док.)               | Whitney               | Кевін Макдональд | Велика Британія |
| Шпигун, зниклий на півночі | 공작 / Gongjack       | Юн Джон Бін      | Південна Корея  |

### Спеціальні покази
| Фільм                                 | Назва мовою оригіналу                    | Режисер                                                                       | Країна                      |
| ------------------------------------- | ---------------------------------------- | ----------------------------------------------------------------------------- | --------------------------- |
| 10 років в Таїланді                   | สิบปีในประเทศไทย / 10 Jours en Thaïlande   | Адітья Ассарат, Вісіт Сасанатьєнг, Чулаярннон Сирипхол, Апічатпон Вірасетакул | Таїланд                     |
| Велике магічне коло                   | O Grande Circo Místico                   | Карлос Дієгіс                                                                 | Бразилія Португалія Франція |
| Держава проти Мандели та інших (док.) | The State Against Mandela and the others | Ніколя Шампу, Жиль Порте                                                      | Франція                     |
| До чотирьох вітрів (док.)             | À tous vents                             | Мішель Тоеска                                                                 | Франція                     |
| Мертві душі                           | 死亡的靈魂 / Dead Souls                  | Ван Бін                                                                       | КНР                         |
| Папа Франциск — людина свого слова    | Pope Francis — A Man of his Word         | Вім Вендерс                                                                   | Німеччина                   |
| Переправа                             | La Traversée                             | Ромен Гупіль, Даніель Кон-Бендіт                                              | Франція                     |

### Короткометражні фільми
| Фільм                    | Назва мовою оригіналу | Режисер                                                                   | Країна    |
| ------------------------ | --------------------- | ------------------------------------------------------------------------- | --------- |
| III (анім.)              | III (анім.)           | Марта Паєк                                                                | Польща    |
| Вирок                    | Judgement             | Раймон Рибай Гутьєррес                                                    | Філіппіни |
| Габріель                 | Gabriel               | Орен Гернер                                                               | Франція   |
| Двоїстість (Подвійність) | Duality               | Масахіко Сато, Ґенкі Кавамура, Ютаро Секі, Масаюкі Тойота, Кентаро Хірасе | Японія    |
| Кароліна                 | Caroline              | Селін Гелд, Логан Джордж                                                  | США       |
| На кордоні               | On the border         | Вей Шуцзюнь                                                               | КНР       |
| Тінь                     | Tariki                | Саїд Яфарян                                                               | Іран      |
| Усі ці істоти            | Toutes ces créatures  | Чарльз Вільям                                                             | Австралія |

### Особливий погляд
Програму секції «Особливий погляд» було анонсовано 12 квітня 2018 року.
| Фільм                             | Назва мовою оригіналу                                         | Режисер                           | Країна                                       |
| --------------------------------- | ------------------------------------------------------------- | --------------------------------- | -------------------------------------------- |
| Браконьєри (ЗК)                   | Die stropers                                                  | Етьєн Каллос                      | Франція Греція Польща ПАР                    |
| Дівчина (ЗК) ‡                    | Girl                                                          | Лукас Донт                        | Бельгія                                      |
| Довга подорож у ніч               | 地球最后的夜晚 / Di qiu zui hou de ye wan                     | Бі Гань                           | Франція КНР                                  |
| Донбас (фільм відкриття програми) | Донбас (фільм відкриття програми)                             | Сергій Лозниця                    | Німеччина Україна Нідерланди Франція Румунія |
| Дощ, це спів у селі мерців        | Chuva é Cantoria na Aldeia dos Mortos                         | Жоао Салавіза, Рене Надер Мессора | Португалія                                   |
| Друг ‡                            | Rafiki                                                        | Ванурі Кауй                       | ПАР Кенія Франція Нідерланди Німеччина       |
| Ейфорія ‡                         | Euphoria                                                      | Валерія Голіно                    | Італія                                       |
| Лоскоти (ЗК)                      | Les chatouilles                                               | Ерік Метає, Андреа Бескон         | Франція                                      |
| Манто                             | मंटो                                                            | Нандіта Дас                       | Індія                                        |
| Моя улюблена тканина (ЗК)         | Mon tissu préféré                                             | Гайї Джиджі                       | Франція Німеччина Туреччина                  |
| На коліна, хлопці                 | Sextape                                                       | Антуан Дерозьєр                   | Франція                                      |
| На межі світів ‡                  | Gräns                                                         | Алі Аббасі                        | Швеція Данія                                 |
| Ніжна байдужість світу            | Әлемнің жұмсақтық мазасыздығы / Älemniñ jumsaqtıq mazasızdığı | Адильхан Ержанов                  | Казахстан Франція                            |
| Помри, монстре, помри             | Muere, Monstruo, Muere                                        | Алехандро Фадель                  | Аргентина                                    |
| Софія (ЗК)                        | Sofia                                                         | Мер'єм Бенм'Барек                 | Франція Катар                                |
| У моїй кімнаті                    | In My Room                                                    | Ульріх Келер                      | Німеччина Італія                             |
| Янгол ‡                           | El Angel                                                      | Луїс Ортега                       | Аргентина Іспанія                            |
| Янгольське обличчя (ЗК)           | Gueule d'ange                                                 | Ванесса Фільо                     | Франція                                      |

### Сінефондасьйон
| Фільм                                 | Назва мовою оригіналу                | Режисер                                                                               | Школа                                                 | Країна          |
| ------------------------------------- | ------------------------------------ | ------------------------------------------------------------------------------------- | ----------------------------------------------------- | --------------- |
| Бездушний                             | Inanimate                            | Люсія Бульгероні                                                                      | NFTS                                                  | Велика Британія |
| Гумовий дельфін                       | Dolfin Megumi                        | Орі Аарон                                                                             | Школа кіно та телебачення Стіва Тіша                  | Ізраїль         |
| Інший                                 | Inny                                 | Марта Магнуська                                                                       | Кіношкола в Лодзі                                     | Польща          |
| Календар                              | Календарь                            | Ігор Поплаухін                                                                        | Московська школа нового кіно                          | Росія           |
| Кінець сезону                         | End of Season                        | Жаннат Альшанова                                                                      | Лондонська кіношкола                                  | Велика Британія |
| Літо електричного лева                | El Verano del Léon Eléctrico         | Дієго Седзедес                                                                        | Чилійський університет                                | Чилі            |
| Матроське захоплення                  | Sailor's Delight                     | Луїза Обертін, Елоїза Жирар, Марін Менейроль, Йонас Ріттер, Люка Ронжар, Амандін Тому | Вища школа аудіовізуального виробництва               | Франція         |
| Пальми та електролінії                | Palm Trees and Power Lines           | Джеймі Дак                                                                            | Школа мистецтв Тіша                                   | США             |
| П'ять хвилин на вулиці                | Cinco minutos afuera                 | Констанца Гатті                                                                       | Університет кіно FUC                                  | Аргентина       |
| Синій та червоний у рівних пропорціях | Albastru si Rosu, in Proportii Egale | Джорджіана Молдовіану                                                                 | Національний університет театру і кіно «І. Караджале» | Румунія         |
| Так на землі                          | Così in Terra                        | П'єр Лоренцо Пізано                                                                   | Експериментальний кіноцентр                           | Італія          |
| Точки                                 | Dots                                 | Ерік Ленартович                                                                       | AFRTS                                                 | Австралія       |
| Фрагмент драми                        | Fragment de drame                    | Лаура Гарсія                                                                          | La Fémis                                              | Франція         |
| Час Гектора                           | Los tiempos de Héctor                | Аріель Гутьєррес                                                                      | Центр кіномистецтва                                   | Мексика         |
| Шторми в нашій крові                  | Dong wu xiong meng                   | Ді Шен                                                                                | Шанхайська театральна академія                        | КНР             |
| Я — моя власна мати                   | I am my Own Mother                   | Ендрю Зокс                                                                            | Державний університет Сан-Франциско                   | США             |
| Як хороший хлопець                    | Mesle bache Adam                     | Аріан Вазірдафтарі                                                                    | Тегеранський університет драматичного мистецтва       | Іран            |

### Класика Канн
| Фільм                      | Назва мовою оригіналу                     | Режисер              | Країна         |
| -------------------------- | ----------------------------------------- | -------------------- | -------------- |
| Биття серця                | Battement de cœur                         | Анрі Декуен          | Франція        |
| Блакитна безодня           | Le Grand Bleu                             | Люк Бессон           | Франція        |
| Бріолін                    | Grease                                    | Рендл Клайзер        | США            |
| Викрадачі велосипедів      | Ladri di biciclette                       | Вітторіо Де Сіка     | Італія         |
| Війна і мир                | Война и мир                               | Сергій Бондарчук     | СРСР           |
| Водій міс Дейзі            | Driving Miss Daisy                        | Брюс Бересфорд       | США            |
| Гієни                      | Hyènes                                    | Джибрил Діоп Мамбеті | Сенегал        |
| Джон, ніж і річка          | João and the Knife                        | Джордж Слейзер       | Нідерланди     |
| Дихайте глибше             | Cetri balti krekli                        | Роланд Калниньш      | Латвія         |
| Діаманти ночі              | Démanty noci                              | Ян Немец             | Чехословаччина |
| Дідусь розповідає          | Fad'jal                                   | Сейфі Фей            | Сенегал        |
| Доля мудреця               | Le Destin                                 | Юсеф Шахін           | Єгипет         |
| Запаморочення              | Vertigo                                   | Альфред Гічкок       | США            |
| Кафе «Багдад»              | Out of Rosenheim                          | Персі Адлон          | Німеччина США  |
| Квартира                   | The Apartment                             | Біллі Вайлдер        | США            |
| Космічна одіссея 2001 року | 2001: A Space Odyssey                     | Стенлі Кубрик        | США            |
| Кохана                     | Enamorada                                 | Еміліо Фернандес     | Мексика        |
| Одна співає, інша ні       | L'une chante, l'autre pas                 | Аньєс Варда          | Франція        |
| Око за око                 | Coup pour coup                            | Марін Карміц         | Франція        |
| Острів кохання             | A Ilha dos Amores                         | Паулу Роша           | Португалія     |
| П'ятеро і шкіра            | Cinq et la peau                           | П'єр Ріссьєн         | Франція        |
| Сірано де Бержерак         | Cyrano de Bergerac                        | Жан-Поль Раппно      | Франція        |
| Спеціалісти                | Gli specialisti                           | Серджо Корбуччі      | Італія         |
| Сьома печатка              | Det sjunde inseglet                       | Інгмар Бергман       | Швеція         |
| Час вогнів                 | La hora de los hornos                     | Фернандо Соланас     | Аргентина      |
| Черниця                    | Suzanne Simonin, la Religieuse de Diderot | Жак Ріветт           | Франція        |

## Паралельні секції

### Міжнародний тиждень критики
Наступні фільми були відібрані до програми Міжнародного тижня критики:
Повнометражні фільми
| Фільм                        | Назва мовою оригіналу | Режисер                          | Країна                                 |
| ---------------------------- | --------------------- | -------------------------------- | -------------------------------------- |
| Гі (фільм закриття)          | Guy                   | Алекс Лутц                       | Франція                                |
| Дикий                        | Sauvage               | Камілла Відал-Наке               | Франція                                |
| Діамантіно (ЗК) ‡            | Diamantino            | Габріель Абрантеш, Данієль Шмідт | Португалія Франція Бразилія            |
| Гірська жінка: на війні      | Kona fer í stríð      | Бенедикт Ерлінґссон              | Ісландія Франція Україна               |
| Кріс швейцарський            | Chris the Swiss       | Аня Кофмель                      | Швейцарія Хорватія Німеччина Фінляндія |
| Один день                    | Egy Nap               | Жофія Сіладьї                    | Угорщина                               |
| Сер                          | Sir                   | Роена Ґера                       | Індія Франція                          |
| Фуга                         | Fuga                  | Агнєшка Смочинська               | Польща Чехія Швеція                    |
| Спеціальні покази            |                       |                                  |                                        |
| Дике життя (фільм відкриття) | Wildlife              | Пол Дано                         | США                                    |
| Наші битви                   | Nos Batailles         | Гійом Сенез                      | Бельгія Франція                        |
| Шахерезада ‡                 | Shéhérazade           | Жан-Бернар Марлін                | Франція                                |

### Двотижневик режисерів
Наступні фільми були відібрані для участі в програмі секції «Двотижневик режисерів»:
| Фільм                    | Назва мовою оригіналу              | Режисер                      | Країна    |
| ------------------------ | ---------------------------------- | ---------------------------- | --------- |
| Амін                     | Amin                               | Філіпп Фокон                 | Франція   |
| Вантаж                   | Teret                              | Оґнєн Ґлавоніч               | Сербія    |
| Вельді                   | Weldi                              | Мохамед Бен Аттіа            | Туніс     |
| Викрадений злодій        | El Motoarrebatador                 | Агустін Тоскано              | Аргентина |
| Гравці                   | Joueurs                            | Марі Монж                    | Франція   |
| До країв Землі           | Les Confins Du Monde               | Гійом Ніклу                  | Франція   |
| Дорога Самуні            | Samouni Road                       | Стефано Савона               | Італія    |
| Екстаз                   | Climax                             | Гаспар Ное                   | Франція   |
| Занадто багато благодаті | Troppa Grazia                      | Джанні Занасі                | Італія    |
| Кармен і Лола ‡          | Carmen y Lola                      | Аранта Ечеварріа             | Іспанія   |
| Купи мені револьвер      | Cómprame Un Revólver               | Хуліо Ернандес Кордон        | Мексика   |
| Літні пташки             | Pajaros De Verano                  | Крістіна Гальєго, Чиро Герра | Колумбія  |
| Менді                    | Mandy                              | Панос Косматос               | США       |
| Мірай з майбутнього      | 未来のミライ / Mirai no Mirai      | Мамору Хосода                | Японія    |
| Щось не так з тобою      | En Liberté!                        | П'єр Сальвадорі              | Франція   |
| Не залишай слідів        | Leave No Trace                     | Дебра Гранік                 | США       |
| Петра                    | Petra                              | Хайме Росалес                | Іспанія   |
| Світ — твій              | Le monde est à toi                 | Ромен Гаврас                 | Франція   |
| Тиші                     | Los Silencios                      | Беатріс Сейнер               | Бразилія  |
|                          | 明王朝史科 / Ming Wang Xing Shi Ke | Мінь Чжан                    | КНР       |

### Асоціація за незалежне кіно і його поширення (ACID)
17 квітня 2018 року список учасників свого конкурсу опублікувала ACID:
| Фільм                    | Назва мовою оригіналу       | Режисер                       | Країна      |
| ------------------------ | --------------------------- | ----------------------------- | ----------- |
| Встань, кохання ‡        | L'amour debout              | Мішель Дашо (Michaël Dacheux) | Франція     |
| Дорога грому             | Thunder Road                | Джим Каммінгс                 | США         |
| Ми койоти                | Nous les Coyotes            | Анна Ладуль, Марко Ла Віа     | Франція США |
| Пристрасне бажання щастя | Un violent désir de Bonheur | Клеман Шнейдер                | Франція     |
| Так собі зима            |                             | Ольга Коротко                 | Казахстан   |
| Тільки на моєму весіллі  | Seule à mon mariage         | Марта Бергман                 | Бельгія     |
| У жахливих джунглях      | Dans la terrible jungle     | Каролін Капель, Омблін Ре     | Франція     |
| Щось відбувається        | Il se passe quelque chose   | Анн Алікс                     | Франція     |
| ‡                        | Cassandro the Exotico !     | Марі Лозьє                    | Франція     |

## Нагороди

### Офіційна програма
Головний конкурс
| Нагорода                         | Лауреат                                      | Країна    |
| -------------------------------- | -------------------------------------------- | --------- |
| Золота пальмова гілка            | Крамничні злодюжки, реж. Хірокадзу Корееда   | Японія    |
| Спеціальна Золота пальмова гілка | Книга з картинками, реж. Жан-Люк Годар       | Швейцарія |
| Гран-прі                         | Чорний куклукскланівець, реж. Спайк Лі       | США       |
| Найкращий режисер                | Павел Павліковський за Холодна війна         | Польща    |
| Найкращий сценарій               | Аліче Рорвахер за Щасливий Ладзаро           | Італія    |
| Найкращий сценарій               | Джафар Панагі та Надер Саевар за Три обличчя | Іран      |
| Найкраща акторка                 | Самал Еслямова за Айка                       | Казахстан |
| Найкращий актор                  | Марчелло Фонте за Догмен                     | Італія    |
| Приз журі                        | Капернаум, реж. Надін Лабакі                 | Ліван     |

Особливий погляд
| Нагорода                                               | Лауреат                                                              | Країна                |
| ------------------------------------------------------ | -------------------------------------------------------------------- | --------------------- |
| Приз «Особливий погляд»                                | На межі світів, реж. Алі Аббасі                                      | Іран · Швеція         |
| Приз журі «Особливий погляд»                           | Дощ, це спів у селі мерців, реж. Жоао Салавіза та Рене Надер Мессора | Португалія · Бразилія |
| Приз журі «Особливий погляд» найкращому режисерові     | Сергій Лозниця за фільм Донбас                                       | Україна               |
| Приз журі «Особливий погляд» за найкращу акторську гру | Віктор Полстер за фільм Дівчина                                      | Бельгія               |
| Приз за сценарій                                       | Мер'єм Бенм'Барек за фільм «Софія»                                   | Марокко               |

Сінефондасьон
| Нагорода    | Лауреат                                     | Країна          |
| ----------- | ------------------------------------------- | --------------- |
| Перший приз | Літо електричного лева, реж. Дієго Седзедес | Чилі            |
| Другий приз | Календар, реж. Ігор Поплаухін               | Росія           |
| Другий приз | Шторми в нашій крові, реж. Ді Шен           | КНР             |
| Третій приз | Бездушний, реж. Люсія Бульгероні            | Велика Британія |

Золота камера
| Нагорода      | Лауреат                  | Країна  |
| ------------- | ------------------------ | ------- |
| Золота камера | Дівчина, реж. Лукас Донт | Бельгія |

Короткометражні фільм
| Нагорода                                        | Лауреат                            | Країна    |
| ----------------------------------------------- | ---------------------------------- | --------- |
| Золота пальмова гілка за короткометражний фільм | Усі ці істоти, реж. Чарльз Вільямс | Австралія |
| Спеціальна згадка                               | На кордоні, реж. Вей Шуцзюнь       | КНР       |

### Паралельні секції
Міжнародний тиждень критики
| Нагорода                                                      | Лауреат                                                       | Країна                       |
| ------------------------------------------------------------- | ------------------------------------------------------------- | ---------------------------- |
| Гран-прі Nespresso                                            | Діамантіно, реж. Габріель Абрантеш та Данієль Шмідт           | Португалія                   |
| Приз Луї Редера за одкровення                                 | Фелікс Маріто за роль у фільмі Дикий, реж. Камілла Відал-Наке | Франція                      |
| Премія SACD                                                   | Гірська жінка: на війні, реж. Бенедикт Ерлінґссон             | Ісландія · Франція · Україна |
| Нагорода Фонду Гана для підтримки дистрибуції                 | Сер, реж. Роена Ґера                                          | Індія · Франція              |
| Приз Leica Cine Discovery за найкращий короткометражний фільм | Гектор Мало: останній день року, реж. Жаклін Ленцу            | Греція                       |
| Премія Canal+                                                 | День весілля, реж. Еліас Белькеддар                           | Алжир                        |
| Приз «Золота залізниця» (Rail d'Or)                           | Гірська жінка: на війні, реж. Бенедикт Ерлінґссон             | Ісландія · Франція · Україна |

Двотижневик режисерів
| Нагорода                            | Лауреат                                      | Країна  |
| ----------------------------------- | -------------------------------------------- | ------- |
| Нагорода Art Cinema                 | Екстаз, реж. Гаспар Ное                      | Франція |
| Премія SACD                         | Щось не так з тобою , реж. П'єр Сальвадорі   | Франція |
| Нагорода Europa Cinemas Label       | Занадто багато благодаті, реж. Джанні Занасі | Італія  |
| Приз Illy за короткометражний фільм | Прогул, реж. Патрік Бреснан та Івете Лукас   | США     |
| Премія «Золота карета»              | Мартін Скорсезе                              | США     |

### Незалежні нагороди
Приз ФІПРЕССІ
| Нагорода                | Лауреат                       | Країна         |
| ----------------------- | ----------------------------- | -------------- |
| Основний конкурс        | Спалення, реж. Лі Чхан Дон    | Південна Корея |
| «Особливий погляд»      | Дівчина, реж. Лукас Донт      | Бельгія        |
| «Двотижневик режисерів» | Один день, реж. Жофія Сіладьї | Угорщина       |

Приз екуменічного журі
| Нагорода          | Лауреат                                | Країна |
| ----------------- | -------------------------------------- | ------ |
| Основний конкурс  | Капернаум, реж. Надін Лабакі           | Ліван  |
| Спеціальна згадка | Чорний куклукскланівець, реж. Спайк Лі | США    |

Журі «Золоте око»
| Нагорода          | Лауреат                             | Країна          |
| ----------------- | ----------------------------------- | --------------- |
| Приз «Золоте око» | Дорога Самуні, реж. Стефано Савона  | Італія          |
| Спеціальна згадка | Безкоштовно, реж. Мішель Тоеска     | Франція         |
| Спеціальна згадка | Очі Орсона Уеллса, реж. Марк Кузенс | Велика Британія |

Журі Queer Palm
| Нагорода                             | Лауреат                        | Країна   |
| ------------------------------------ | ------------------------------ | -------- |
| Queer Palm                           | Дівчина, реж. Лукас Донт       | Бельгія  |
| Queer Palm за короткометражний фільм | Сирота, реж. Кароліна Марковіц | Бразилія |

Журі «Пальмовий пес»
| Нагорода      | Лауреат                                         | Країна     |
| ------------- | ----------------------------------------------- | ---------- |
| Пальмовий пес | За цілісність собачого кастингу у фільму Догмен | Італія     |
| Гран-прі журі | Уявний пекінез з фільму Діамантано              | Португалія |

Приз Франсуа Шале
| Нагорода          | Лауреат                       | Країна |
| ----------------- | ----------------------------- | ------ |
| Приз Франсуа Шале | Йомеддін, реж. Абу Бакр Шоукі | Єгипет |

Приз «Вулкан» за технічну майстерність
| Нагорода      | Лауреат                                            | Країна         |
| ------------- | -------------------------------------------------- | -------------- |
| Приз «Вулкан» | Шин Жум Хі — за художнє оформлення фільму Спалення | Південна Корея |

Приз за найкращий саундтрек
| Лауреат                              | Країна |
| ------------------------------------ | ------ |
| Роман Білик та Герман Осипов за Літо | Росія  |

Найкращі фільми на думку журналів про кіно
| Видання              | Лауреат  | Країна         |
| -------------------- | -------- | -------------- |
| Le Film français     | Літо     | Росія          |
| Screen International | Спалення | Південна Корея |

### Спеціальні нагороди
| Нагорода                      | Лауреат                                   | Країна    |
| ----------------------------- | ----------------------------------------- | --------- |
| Почесна Золота пальмова гілка | Марин Карміц                              | Франція   |
| Трофей Шопар                  | Відкриття року — акторка: Елізабет Дебікі | Австралія |
| Трофей Шопар                  | Відкриття року — актор: Джо Алвін         | США       |